# 小行星8271
小行星8271（英語：8271 Imai）是一颗围绕太阳公转的小行星。1989年7月2日，埃莉諾·赫琳在帕洛马山发现了此天体。
这颗小行星的绝对星等为202.6077518478644等。